# Orbit Downloader
Orbit Downloader é um gerenciador de download descontinuado para Microsoft Windows. Lançado em 2006, seus desenvolvedores o abandonaram em 2009. Em 2013, o Orbit Downloader foi classificado como malware pelo software antivírus depois que a ESET descobriu um botnet no aplicativo.

## Recursos
Uma das principais características do programa é a capacidade de capturar e baixar arquivos de vídeo Flash embutidos de plataformas de vídeo online. O Orbit Downloader também acelera os downloads agindo como um cliente peer-to-peer, utilizando a largura de banda de outros usuários.
Orbit Downloader suporta download de protocolos HTTP, HTTPS, FTP, Metalink, RTSP, MMS e RTMP. O Orbit Downloader é compatível com os navegadores Internet Explorer, Maxthon, Mozilla Firefox e Opera.

## Financiamento e conduta maliciosa
Embora o Orbit Downloader seja gratuito, é um produto com suporte a anúncios, pois oferece a alteração da página inicial do navegador da web durante a instalação e também oferece a instalação de software que não é crítico para seu funcionamento. Além disso, ele começou a exibir anúncios embutidos dentro da janela principal do programa e quando uma caixa de diálogo de um download concluído aparece. Em 21 de agosto de 2013, o blog WeLiveSecurity, publicado pela empresa de segurança ESET, anunciou que, desde a versão 4.1.1.15, o Orbit Downloader incluira um módulo semelhante a botnet que executa ataques DDoS sem o conhecimento ou permissão do usuário. Por causa de seu comportamento duvidoso, ele começou a ser detectado como malware. Betanews tentou contato com os desenvolvedores mas acabou descobrindo que a última atividade no blog de desenvolvimento foi em 2009 e que o fórum da comunidade do Orbit havia sido deixado para um spammer.